# Nikolaï Karamzine
Nikolaï Mikhaïlovitch Karamzine (en russe : Николай Михайлович Карамзин, ISO 9 : Nikolaj Michajlovič Karamzin), né le 1er décembre 1766 (12 décembre dans le calendrier grégorien) à Simbirsk et mort le 22 mai 1826 (3 juin dans le calendrier grégorien) à Saint-Pétersbourg, est un écrivain et historien russe.

## Biographie
Né dans le gouvernement de Simbirsk ou plus probablement d’Orenbourg, il fit à Moscou des études solides, qui le mirent à même d’apprécier les chefs-d’œuvre des littératures étrangères, et publia d’abord des poésies et des traductions de William Shakespeare, de Gotthold Ephraim Lessing et de Gottlieb Emanuel von Haller.
Après avoir passé quelque temps au service militaire, il employa les années 1789 et 1790 à visiter l’Allemagne, la Suisse (une plaque à la Grand Rue à Genève en témoigne), la France et l'Angleterre. Après avoir voyagé à l’étranger, il se fixa à Moscou et y publia des ouvrages littéraires, notamment dans le Journal de Moscou qu'il créa pour l'occasion. Ces premières oeuvres lui apportèrent le succès, notamment les Lettres d'un voyageur russe, travelogue dans le goût sentimental et La Pauvre Lise, nouvelle inspirée par le genre de l'idylle. Il utilisa également ces oeuvres pour promouvoir en Russie l'esthétique nouvelle du sentimentalisme et pour réformer la langue littéraire russe en en épurant le lexique et en en simplifiant la syntaxe, notamment sur le modèle du français. Karamzine introduisit ainsi en russe de nombreux gallicismes, traductions exactes de termes français qui exprimaient les sentiments et la sensibilité littéraire nouvelle. Karamzine a été appelé « le Tite-Live de la Russie » et est, avec Mikhaïl Mouraviov, le créateur de la prose russe moderne, ouvrant ainsi la voie aux écrivains du XIXe siècle.
Cette carrière littéraire lui assura la première place parmi les littérateurs de son pays jusqu'au début du XIXe siècle, où il se détourna de la fiction pour se livrer à la rédaction d'une monumentale Histoire de l'empire de Russie, qui devint un classique. Les 3 000 premiers exemplaires en furent vendus en 3 semaines. La question de l'influence mongole sur les Russes est clairement posée par Karamzine au chapitre IV du cinquième tome de son ouvrage. L'idée maitresse de l'auteur est que, malgré le nouvel ordre affligeant imposé par les Mongols, la Russie était sortie grandie de cette épreuve. D'une part l'oppression qui dura deux siècles préserva le cœur des russes en matière religieuse, d'autre part les khans, dont la politique était d'opprimer le peuple et les princes protégèrent l'Église et augmentèrent les revenus des monastères. Par ailleurs cette époque de trouble vit naître l'autocratie, grand bienfait pour les Russes selon Karamzine, car seule force supposée capable de préserver le pays de la tentation de l'éclatement.
La réputation que son récit de voyage et ses nouvelles avaient déjà fait acquérir à Karamzine en fut singulièrement augmentée. On reconnut en lui un patriote éclairé, capable de se montrer sensible aux beautés de la nature et de l’art, et de se laisser frapper par la civilisation occidentale sans être ébloui.
Le conservatisme de l’ouvrage de Karamzine, doué d’un jugement assez éclairé pour signaler les dangers et les déceptions auxquels une imitation trop confiante et peu réfléchie des institutions étrangères exposerait l'Empire russe, qui glorifiait et justifiait l’autocratie, plut beaucoup à Alexandre Ier, qui conféra à Karamzine le titre d’historiographe de Russie et fit de lui son conseiller.
Karamzine dissuada ainsi l'empereur de restaurer le royaume de Pologne, en publiant son Opinion d’un citoyen russe en 1819. Conseiller d’État, membre de l’Académie de Saint-Pétersbourg, il reçut de Nicolas Ier de nombreuses marques d'estime. Pendant sa maladie, l’empereur lui donna un logement au palais de Tauride, entouré d’un vaste jardin, où il pouvait respirer l’air de la campagne. Il lui assigna une pension de 50 000 roubles pour se rendre, dès que sa santé le lui permettrait, en Italie, où une frégate de la marine impériale devait le transporter.
Toutes les archives publiques se trouvèrent ouvertes à Karamzine. Il y puisa abondamment; il prit une connaissance générale des chroniques manuscrites et des documents imprimés qui formaient déjà, sur l’histoire nationale, une masse fort considérable. Cependant, en composant son Histoire de l'État russe, les lauriers de l’érudition spéciale n’étaient pas l’objet de l’ambition littéraire de Karamzine. Il ne voulut pas consacrer trop de temps et d’investigations aux recherches que d’autres écrivains ont entreprises ensuite sur les origines des Slaves, de leur langue, de leur législation primitive, de leur vieille religion ; mais donnant tous ses soins à la grande nation dont il entreprenait de dérouler les annales, il glissa rapidement sur les premiers siècles de son existence, et n’entra pleinement en matière que lorsqu’il fut arrivé aux époques vraiment historiques qui suivent le baptême de Vladimir.
Franc-maçon, il fut membre de la Loge de Simbirsk « Couronne d'Or » , en 1784 il y obtint le second degré. En 1785, Ivan Petrovitch Tourgueniev l'introduisit dans le cercle des Martinistes de Moscou. En 1789 il manifesta l'intention de quitter la maçonnerie et dans les années '20 du XIXème siècle il refusa l'offre  de Nikolaï Novikov d'être reçu dans les Hauts grades maçonniques.
Adam Bernard Mickiewicz de Poraj (1798-1855), dans son cours magistral Les Slaves au Collège de France (1840-41, 1849) présente Karamzine comme un auteur lié aux Martinistes: " Karamzine fut créé pour ainsi dire par le martinisme. [...] Karamzine, sans être entré complètement dans les opinions religieuses du martinisme, lui doit cependant tout ce qu'il a de grave, d'honnête, de religieux." (p. 267)

## Famille
Nikolaï Karamzine s'est marié deux fois et a eu dix enfants:
1. Il épouse en premières noces en avril 1801 Élisabeth Ivanovna Protassova (1767—1802), sœur d'Anastasia Plechtcheïeva. Elle fut aimée et estimée par son époux qu'elle connaissait depuis une dizaine d'années. Elle était fort cultivée et assistait son mari. Étant de santé fragile, elle donna naissance à une fille - Sophie - en mars 1802 et mourut un mois plus tard de fièvre puerpérale.
  - Sophie (1802-1856), devient demoiselle d'honneur à la cour en 1821, amie proche de Pouchkine et de Lermontov.
2. Il épouse en secondes noces le 8 janvier 1804 Catherine Andreïevna Kolyvanova (1780-1851), fille illégitime du prince André Wiazemsky et de la comtesse Élisabeth von Sievers, demi-sœur du poète, le prince Pierre Wiazemsky.
  - Nathalie (30.10.1804-05.05.1810)
  - Catherine (1806-1867), épouse du prince Mechtcherski, faisait partie des milieux proches de Pouchkine.
  - André (20.10.1807-13.05.1813)
  - Nathalie (06.05.1812-06.10.1815)
  - André (1814-1854)
  - Alexandre (1815-1888)
  - Nicolas (03.08.1817-21.04.1833)
  - Vladimir (1819-1879), sénateur
  - Élisabeth (1821-1891), demoiselle d'honneur à la cour en 1839, jamais mariée. elle vivait d'une petite pension et habitait chez sa sœur, la princesse Mechtcherski. Elle était un exemple de bonté. Léon Tolstoï en fait les louanges dans sa correspondance.

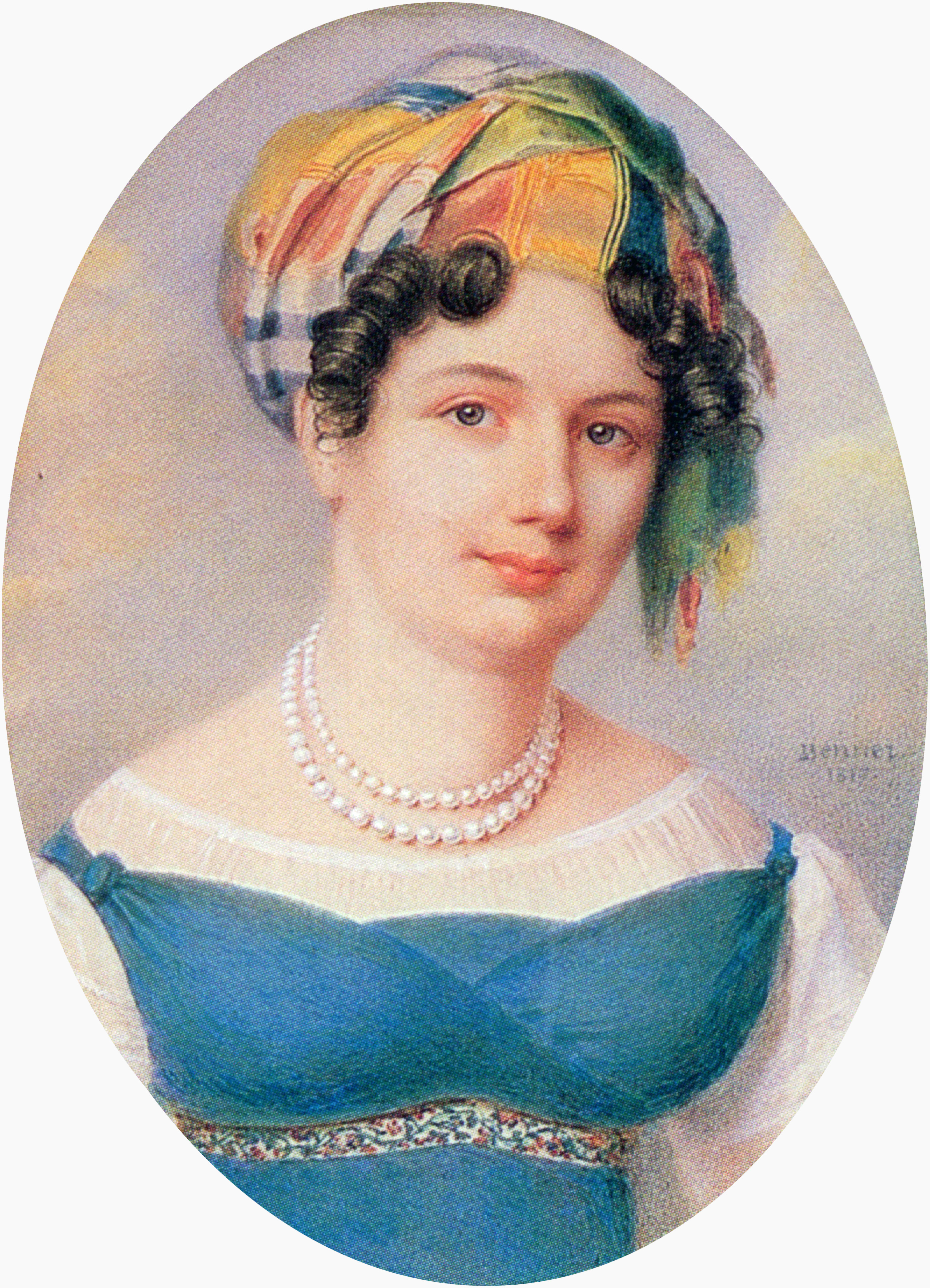
Catherine Karamzine, seconde épouse de l'historien
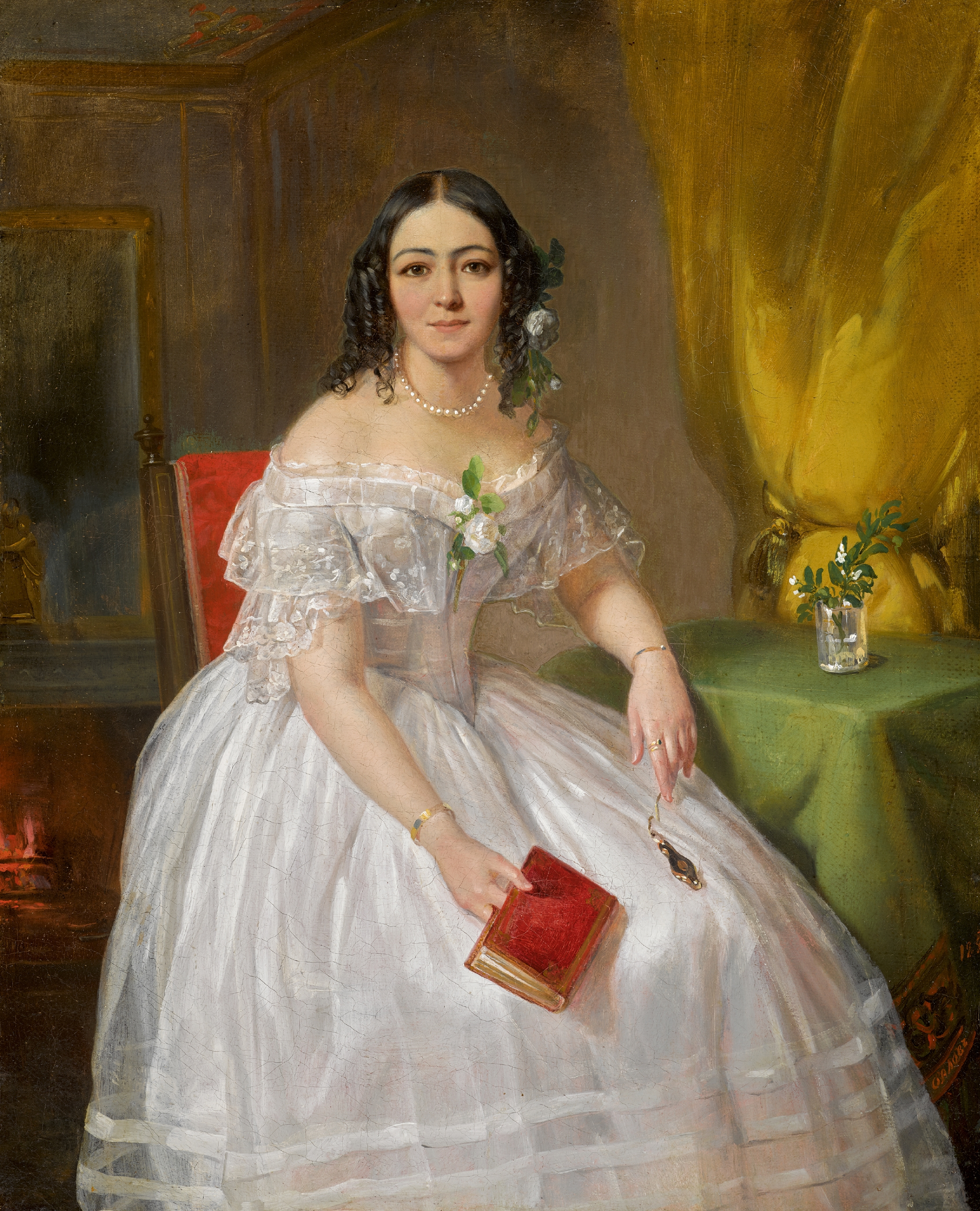
Sophie Karamzine, fille de l'historien
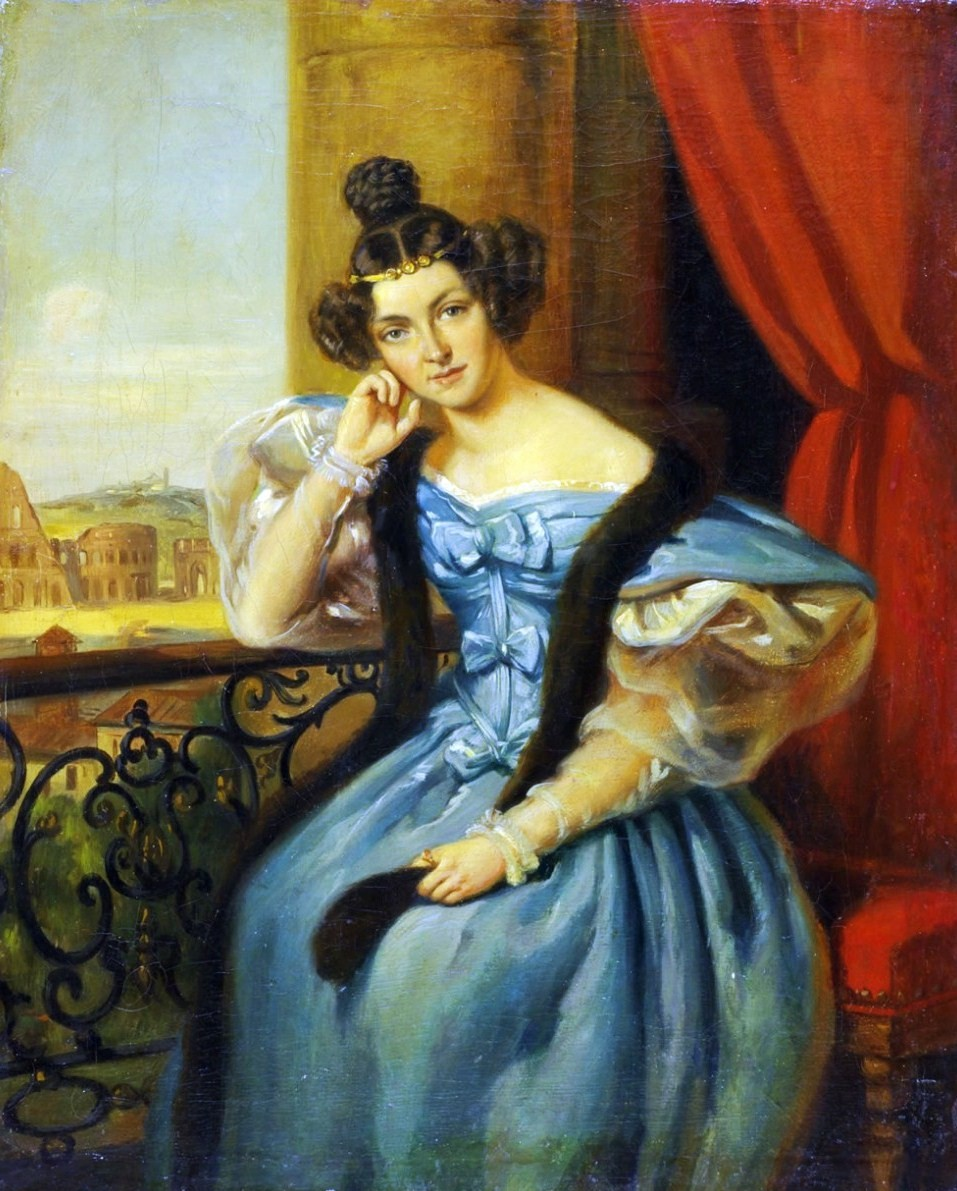
La princesse Mechtcherski, fille de l'historien
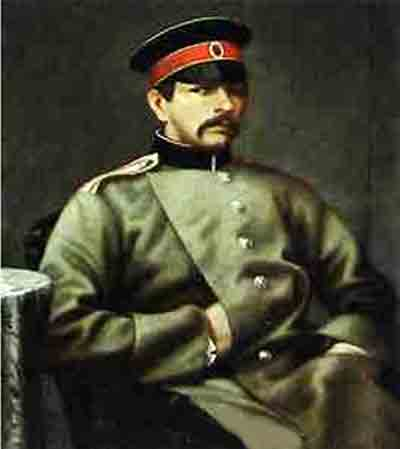
Son fils André Karamzine

## Œuvres
- Histoire générale de la Russie, depuis les temps les plus reculés jusqu’en 1611, Saint-Pétersbourg, 1818-28, 12 volumes. vol. 9 sur Gallica, vol.10 sur Gallica, vol. 10 sur Google Livres, vol. 11 sur Google Livres
- Voyage en France, 1789-1790 lire en ligne sur Gallica (Hachette, 1885, traduit et annoté par Arsène Legrelle)
- Lettres d'un voyageur russe sur Google Livres (1791-1792)
- Éloge de Catherine
- Nouvelles
  - Eugène et Julie (1789)
  - Pauvre Lisa (1792)
  - Nathalie, fille de boyard (1792)
  - La Belle Princesse et le Bossu heureux (1792)
  - Sierra-Morena (1793)
  - L’Île Bornholm (1793)
  - Julie (1796)
  - Novogorod conquise (1802)
  - Ma confession (1802)
  - Le Froid et le Sensible (1803)
  - Un chevalier de notre temps (1803)

Karamzine écrivit aussi des poèmes.